# عمورين
عمورين قرية سورية تتبع ناحية مركز السقيلبية في منطقة السقيلبية في محافظة حماة. بلغ عدد سكانها 1145 نسمة في عام 2004 حسب إحصاء المكتب المركزي للإحصاء.

## التاريخ
ذكرها ياقوت الحموي في «معجم البلدان» تحت اسم «عمورية» فكتب: «بليدة على شاطىء العاصي بين فامية وشيزَر فيها آثار خراب ولها دخل وافر ولها رحى تُغِلّ مالًا».

## وصلات خارجية
- الوحدات الإدارية في محافظة حماة نسخة محفوظة 18 أبريل 2019 على موقع واي باك مشين.